# Пол Бетани
Пол Бетани (на английски: Paul Bettany) е английски актьор, номиниран за награда БАФТА, „Британска награда за независимо кино“ и награда на „Гилдията на киноактьорите“. Известни филми с негово участие са „Красив ум“, „Като рицарите“, „Господар и командир“, „Шифърът на Леонардо“, „Железният човек“, „Младата Виктория“, „Легион“, „Отмъстителите“ и други.

## Биография
Пол Бетани е роден на 27 май 1971 г. в Лондон, Англия. Майка му Ан е секретарка и певица, а баща му Тейн Бетани е балетист, актьор и преподавател по актьорско майсторство. Пол има по-възрастна сестра на име Сара и по-малък брат на име Матю. Бетани е възпитан в католическата вяра, но по-късно става атеист. Докато баща му преподава в девическия интернат на училище „Куинсууд“ в Хартфордшър семейството им живее в училищния кампус. В този период през 1988 г. брат му Матю загива на осемгодишна възраст при инцидент, след като пада от покрив на сграда в кампуса. След трагедията баща му Тейн Бетани е съсипан психически и почти стига до самоубийство. Родителите му се развеждат пет години по-късно.
Когато е на шестнадесет години Пол напуска училище и прекарва следващите две години като уличен изпълнител в Лондон. С парите които изкарва като бъскер свирейки на китара, живее под наем в малък апартамент в английската столица. По-късно работи за година в дом за възрастни хора, преди да се запише да учи в драматична школа „Drama Centre“ в Лондон.
През 2003 г. Бетани сключва брак с американската актриса Дженифър Конъли, с която се запознава на снимачната площадка на филма „Красив ум“. Пол и Дженифър имат три деца – двама сина на имена Кай (от предишна връзка на Конъли с фотографа Дейвид Дуган) и Стелан (кръстен на техния приятел актьора Стелан Скарсгард) и дъщеря на име Агнес. Семейството живее в Бруклин, Ню Йорк.

## Частична филмография
- 1998 – „Полеви момичета“ (The Land Girls)
- 2001 – „Красив ум“ (A Beautiful Mind)
- 2001 – „Като рицарите“ (A Knight's Tale)
- 2003 – „Догвил“ (Dogville)
- 2003 – „Господар и командир“ (Master and Commander: The Far Side of the World)
- 2004 – „Уимбълдън“ (Wimbledon)
- 2006 – „Шифърът на Леонардо“ (The Da Vinci Code)
- 2006 – „Защитна стена“ (Firewall)
- 2008 – „Железният човек“ (Iron Man)
- 2008 – „Мастилено сърце“ (Inkheart)
- 2009 – „Младата Виктория“ (The Young Victoria)
- 2009 – „Сътворение“ (Creation)
- 2010 – „Легион“ (Legion)
- 2010 – „Туристът“ (The Tourist)
- 2010 – „Железният човек 2“ (Iron Man 2)
- 2011 – „Свещеник“ (Priest)
- 2011 – „Предел на риска“ (Margin Call)
- 2012 – „Отмъстителите“ (The Avengers)
- 2013 – „Железният човек 3“ (Iron Man 3)
- 2014 – „Превъзходство“ (Transcendence)
- 2015 – „Мордекай“ (Mortdecai)
- 2015 – „Отмъстителите: Ерата на Ултрон“ (Avengers: Age of Ultron)
- 2015 – „Легенда“ (Legend)
- 2016 – „Капитан Америка: Войната на героите“ (Captain America: Civil War)
- 2018 – „Отмъстителите: Война без край“ (Avengers: Infinity War)
- 2020 – „Уандавижън“ (WandaVision)